# Landschaft des Widerstands
Landschaft des Widerstands (Originaltitel Pejzazi otpora, internationaler Festivaltitel: Landscapes of Resistance) ist ein Film von Marta Popivoda, der Anfang Februar 2021 beim International Film Festival Rotterdam seine Premiere feierte und im April 2021 bei goEast, dem Festival des mittel- und osteuropäischen Films, erstmals in Deutschland gezeigt wurde. In dem Film lässt Popivoda die 97-jährige Sonja Vujanović, die einst Partisanin in Serbien war, von ihrem Kampf gegen die Nazibesatzung erzählen. 

## Handlung
Sofija Sonja Vujanović wird zur ersten Partisanin in Serbien und auch zur Anführerin des Widerstands im Konzentrationslager Auschwitz-Birkenau. Als alte Frau erinnert sie sich an damals und berichtet davon, wie es war, von dort zu fliehen.

## Produktion

### Filmstab und Entstehung

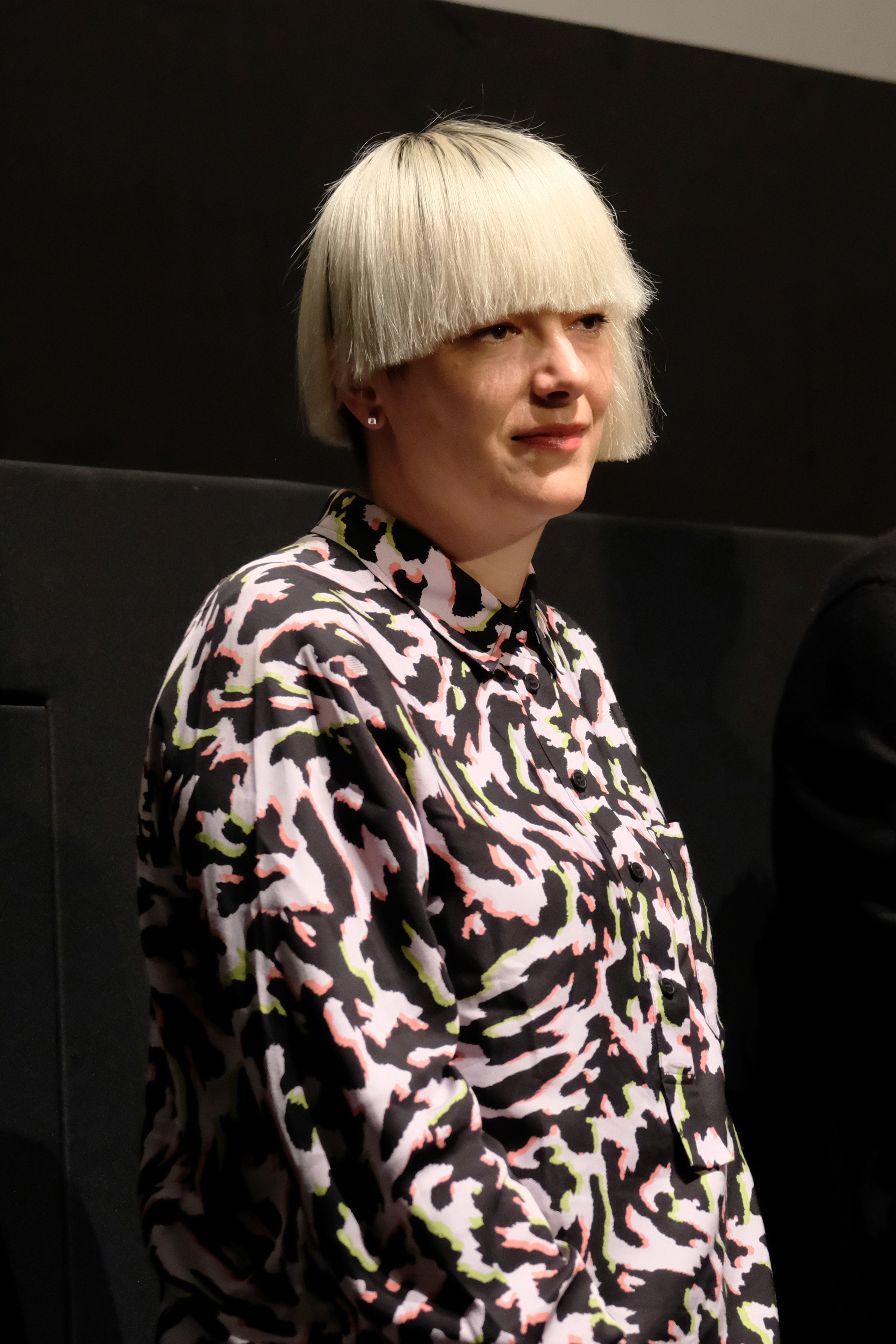
Im Oktober 2021 stellte Popivoda den Film auf dem Underdox Filmfestival vor

Die 1982 in Belgrad geborene Regisseurin Marta Popivoda, die gemeinsam mit Ana Vujanović auch das Drehbuch schrieb, lebt und arbeitet seit Jahren in Berlin. Popivoda studierte Philosophie und Regie an der Fakultät für Dramatische Künste in Belgrad und erwarb hiernach einen Abschluss in Experimentalfilm an der Universität der Künste Berlin. Zuvor realisierte sie einige Kurzfilme und den Spielfilm The Guard. Koautorin Ana Vujanović ist die Enkelin von Sonja Vujanović.
Popivoda lernte Sonja Vujanović ungefähr 14 Jahren vor der Entstehung des Films kennen. Diese hatte die Behandlung älterer Bürger in Serbien kritisiert, die nicht in der Gesellschaft verankert seien. Als sie sie traf, lebte die damals 86 Jahre alte Vujanović zwar verarmt, hatte aber ihre politischen Überzeugungen beibehalten, die sie als junge Frau vertrat. Während des Zweiten Weltkriegs war Vujanović als marxistische Partisanenkämpferin in Jugoslawien am kommunistischen Widerstand gegen die deutsche Besetzung ihres Landes beteiligt. Sie wurde von den Nazis gefangen genommen und gefoltert und landete als politische Gefangene in Auschwitz. Ihr Erinnerungsvermögen sei erstaunlich gewesen, so die Regisseurin, sowohl an die Zeit der Partisanenkämpfe als auch in Auschwitz.

### Dreharbeiten
Die Aufnahmen für Landschaft des Widerstands entstanden in Vujanovićs letzten Lebensjahren und zeigen diese in Gesprächen, in denen sie von ihrem Leben erzählt, und bei Aktivitäten in ihrem Alltag. Sie starb im Alter von 97 Jahren. Popivoda verwendete für den Film auch Aufnahmen von Vujanovićs Katze. Diese sei im Laufe der Jahre sichtbar gealtert. Erste Aufnahmen zeigen sie als kleines Kätzchen, am Ende des Films war sie groß geworden und nunmehr sehr verängstigt, weil ihre Besitzerin nicht mehr da war. Des Weiteren verwendete die Regisseurin für ihren Film Bilder von Orten, die in Vujanovićs Leben eine wichtige Rolle spielten und sie während der Kriegsjahre freiwillig oder unfreiwillig aufgesucht hatte. Diese Bilder sind mit Musik und Kommentaren von Vujanović unterlegt.

### Marketing und Veröffentlichung
Ende Januar 2021 wurde der erste Trailer präsentiert. Eine erste Vorstellung erfolgte am 2. Februar 2021 beim International Film Festival Rotterdam. Im März 2021 wurde er beim Dokumentarfilmfestival Cinéma du Réel gezeigt. Ende April 2021 wurde er bei goEast, dem Festival des mittel- und osteuropäischen Films, gezeigt. Die Bosnien-Herzegowina-Premiere erfolgte Mitte August 2021 beim Sarajevo Film Festival. Im Oktober 2021 wurde der Film beim Nuremberg International Human Rights Film Festival gezeigt und eröffnete das Underdox Filmfestival. Ende Oktober 2021 wurde der Film bei der Viennale vorgestellt. Ende April 2022 wird er beim Filmfest Bremen gezeigt.

## Auszeichnungen
Belgrade International Documentary Film Festival Beldocs 2021
- Auszeichnung im nationalen Wettbewerb (Marta Popivoda)[17]

Cinéma du Réel 2021
- Nominierung im internationalen Wettbewerb
- Auszeichnung mit dem Library Award[18][19]

Europäisches Filmfestival von Sevilla 2021
- Auszeichnung für die Beste Regie bei einem ersten oder zweiten europäischen Film (Marta Popivoda)
- Special Recognition for a Non-fiction Film in The New Waves (Marta Popivoda)[20]

goEast – Festival des mittel- und osteuropäischen Films 2021
- Nominierung im Wettbewerb[21]

International Film Festival Rotterdam 2021
- Nominierung im Tiger Competition[22][2]

Nuremberg International Human Rights Film Festival 2021
- Nominierung im internationalen Wettbewerb[23]

Sarajevo Film Festival 2021
- Auszeichnung als Bester Dokumentarfilm mit dem Heart of Sarajevo (Marta Popivoda)[24]